# Waldville (SU-066)
Koordinaten: 50° 41′ 45″ N, 6° 58′ 31″ O
Das Naturschutzgebiet Waldville (SU-066) liegt auf dem Gebiet der Städte Meckenheim und Rheinbach und der Gemeinde Swisttal und grenzt direkt an das Naturschutzgebiet Waldville (SU-090) in Alfter. Beide liegen im Rhein-Sieg-Kreis in Nordrhein-Westfalen.
Das aus vier Teilflächen bestehende Gebiet erstreckt sich nördlich und nordöstlich der Kernstadt Rheinbach und nordwestlich der Kernstadt Meckenheim zwischen der Swisttaler Ortschaft Heimerzheim im Nordwesten und Bahnhof Kottenforst im Südosten. Durch das Gebiet hindurch verläuft die B 56, westlich verlaufen die Landesstraße L 163 und die A 61. Östlich verläuft die A 565, westlich fließt die Swist, ein Zufluss der Erft.

## Bedeutung
Das etwa 927,7 ha Gebiet wurde im Jahr 1998 unter der Schlüsselnummer SU-066 unter Naturschutz gestellt.